# NGC 6730
NGC 6730 este o galaxie situată în constelația Păunul. A fost descoperită în 23 iulie 1835 de către John Herschel.